# نورمان تافو
نورمان تافو ( مواليد 14 أبريل 1987 ) يعرف كذلك باسم Norman fait des vidéos أي يقوم بعمل فيديوهات، هو كوميدي فرنسي ومدون يُعرف بمقاطعه الهزلية على يوتيوب. تتجاوز عدد المشاهدات في الفيديو الواحد أكثر من مليون مشاهدة، مع أكثر من 7.2 مليون متابع.

## روابط خارجية
- نورمان تافو على موقع IMDb (الإنجليزية)
- نورمان تافو على موقع روتن توميتوز (الإنجليزية)
- نورمان تافو على موقع ألو سيني (الفرنسية)
- نورمان تافو على موقع ميوزك برينز (الإنجليزية)
- نورمان تافو على موقع قاعدة بيانات الفيلم (الإنجليزية)
- نورمان تافو على موقع كينوبويسك (الروسية)
- الموقع الرسمي (فرنسا)
- قناته على يوتيوب
- صفحته على فايسبوك